# إيزابيلا البوربونية
إيزابيلا دي بوربون، كونتيسة شاروليه (بالفرنسية: Isabelle de Bourbon) (1436 - 25 سبتمبر 1465) كانت الزوجة الثانية لـ شارل الجريء، كونت شاروليه في المستقبل دوق بورغندي، وأيضا كانت والدة وريثه ماري.